# Som i en dröm
Som i en dröm är ett studioalbum av det svenska dansbandet Towe Widerbergs med förre Streaplerssångaren Towe Widerberg från 1993. Albumet producerades och gavs ut på Mill Records/BMG.

## Låtlista
1. Margurithe (Lennart Clerwall)
2. Om änglar finns (J.E.Karlzon-G.Olsson)
3. Som i en dröm (J.E.Karlzon-Towe Widerberg)
4. Bara dej i mina tankar (Hans Rytterström-Hans Rytterström/Keith Almgren)
5. Sommarns sista ros (J.E.Karlzon-K.Olsson)
6. I mitt liv (J.Skotniczny-G.Olsson)
7. Sången om livet (Gunnarsson-Lord)
8. En liten bit av kärlek (Hans Rytterström)
9. Den som värmer ditt hjärta (Wendt-Lundh)
10. Frihetens sång (Wendt-Lundh)
11. En lyckostjärna (Hans Rytterström-Keith Almgren)
12. Ett liv i solen (Gunnarsson-Lord)
13. Lolita (Frogman-Åkesson-Sandström-Owen)
14. Marielle (Gunnarsson-Lord)
15. Melodin om kärleken (Johnny Thunqvist)
16. Du är allt för mej (C.Funge-G.Olsson)